# موشيه صفدي
موشيه صفدي (بالإنجليزية: Moshe Safdie)‏ (ولد في 14 يوليو، 1938)، هو مهندس معماري إسرائيلي/كندي، ومخطط عمراني من أصل سوري يهودي، كما أنه مُعلم، ومُنَّظر، ومؤلف. اشتهر بتصميمه منتجع مارينا باي ساندز، والذي مهد له الطريق للمهنية العالمية. هو تابع للجمعية الأمريكية للمعمارين. وحائز على درجة شرفية من كندا.

## حياته
وُلد موشى صفدي في حيفا، بفلسطين لعائلة سورية يهودية جائت من حلب، انتقلت عائلته لمونتريال، كندا في عام 1953. وفي عام 1959 تزوج من نينا نوسينويكز. أنجبوا طفلين، ولد وبنت. وفي عام 1961، تخرج صفدي من جامعة ماكجيل بشهادة في العمارة. في عام 1981، تزوج صفدي من ميشيل رونن، وهي مصورة، ومنها أنجب طفلتين.

## أسلوبه المعماري
أعمال موشى صفدي معروفة باستخدامه المنحنيات، ترتيب النسق الهندسي للنموذج، استخدام الشبابيك، استخدام المساحات الخضراء والمفتوحة. كتاباته وتصميماته تؤكد الحاجة لخلق مساحات شاملة ذات معنى وضرورية لتحسين المجتمع، مع إيلاء اهتمام خاص لجوهر المكان، والجغرافيا، والثقافة.
يُصنف موشى نفسه أنه من المُحدثين المعماريين.

## معرض الصور

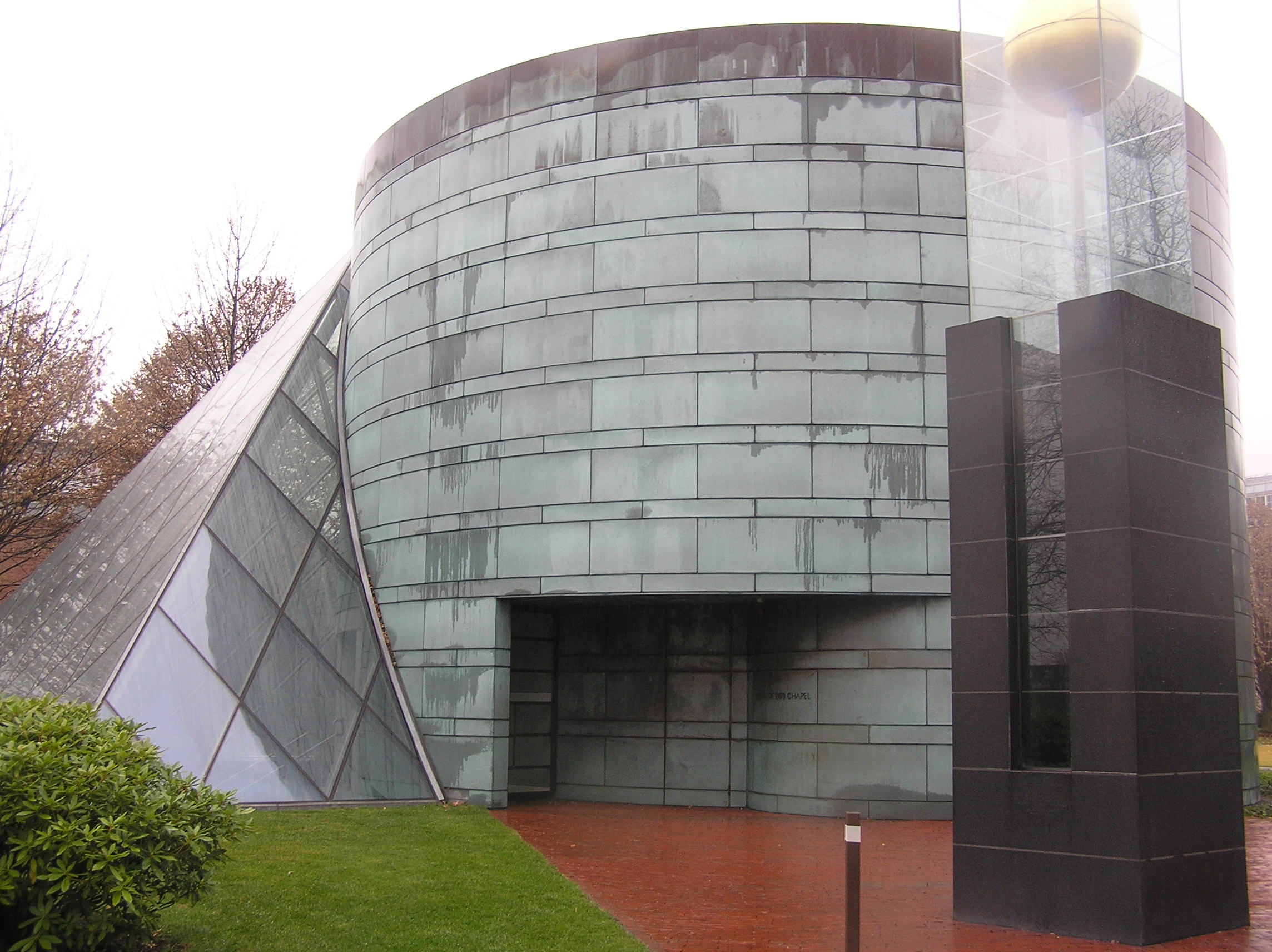
كنيس 1959، بوسطن، ماساتشوسيتس
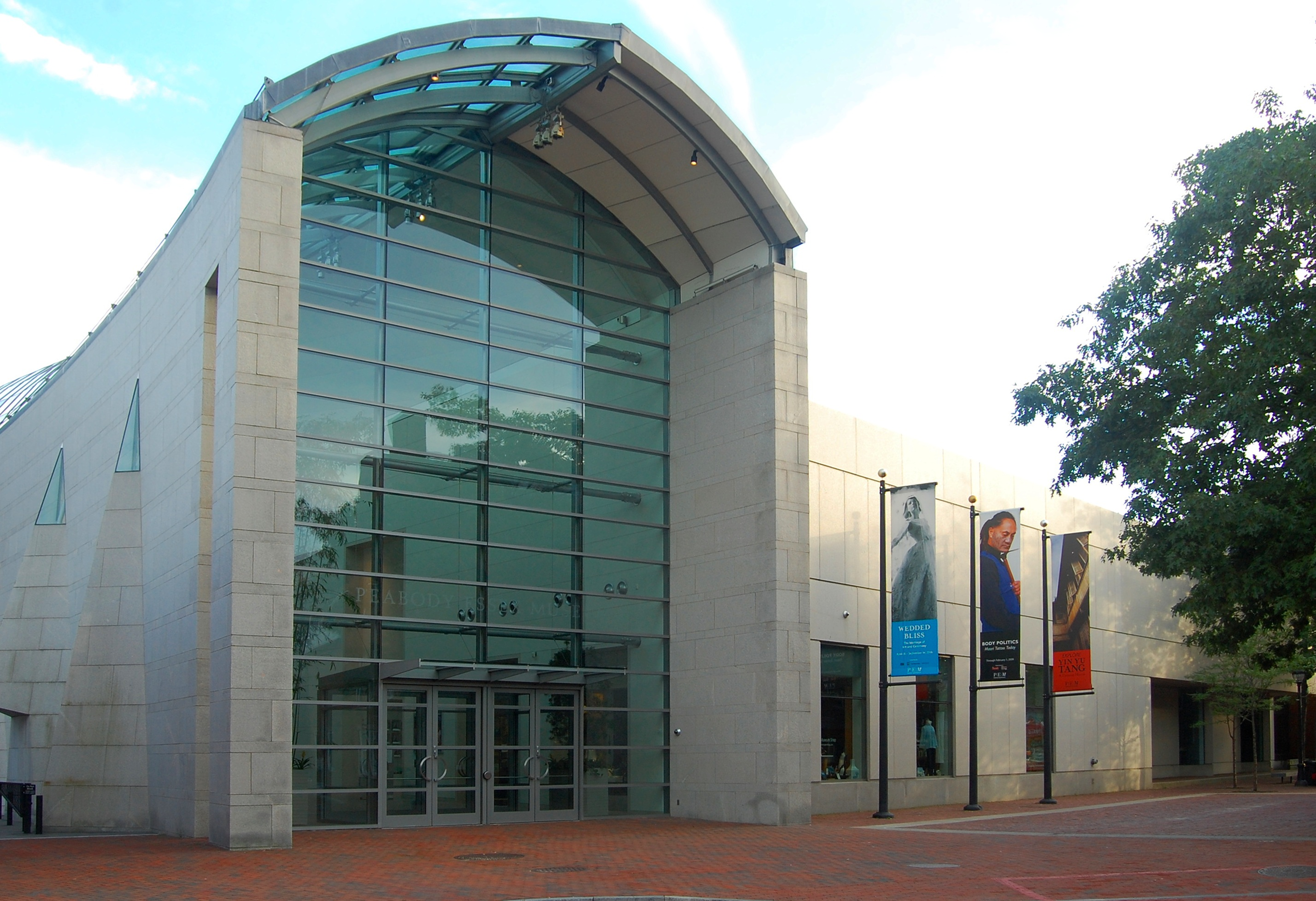
متحف بيبودي إيسيكس، سالم، ماساتشوستيس
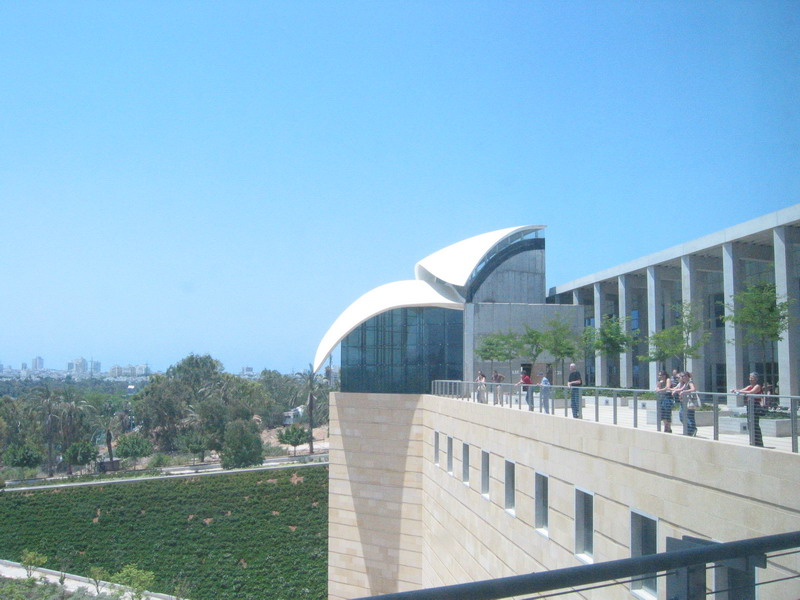
مركز إسحاق رابين، تل أبيب، إسرائيل
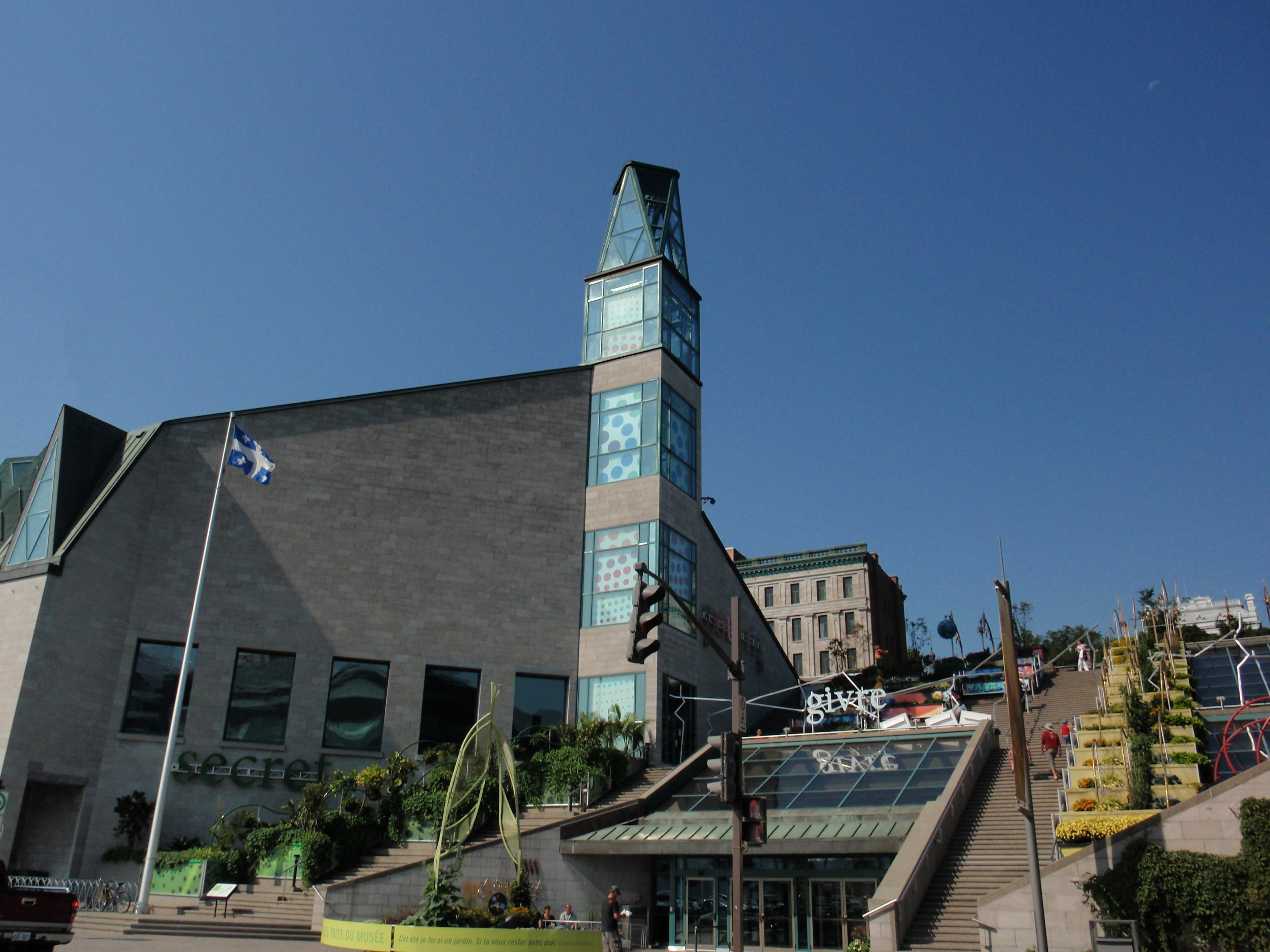
متحف الحضارة، مدينة كويبك
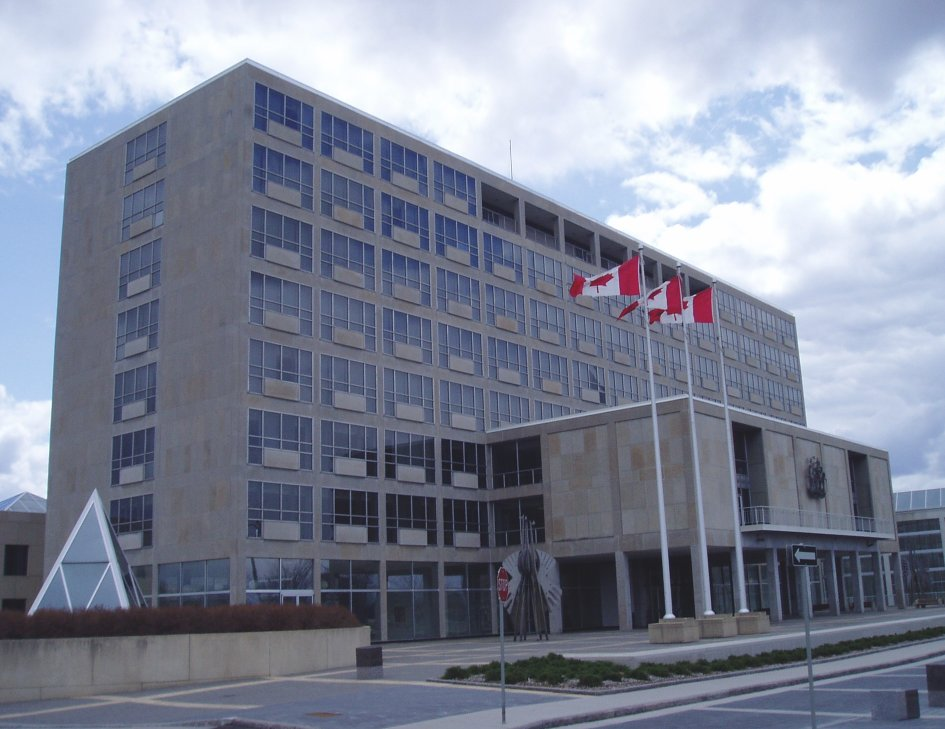
قاعة المدينة القديمة(أوتاوا)
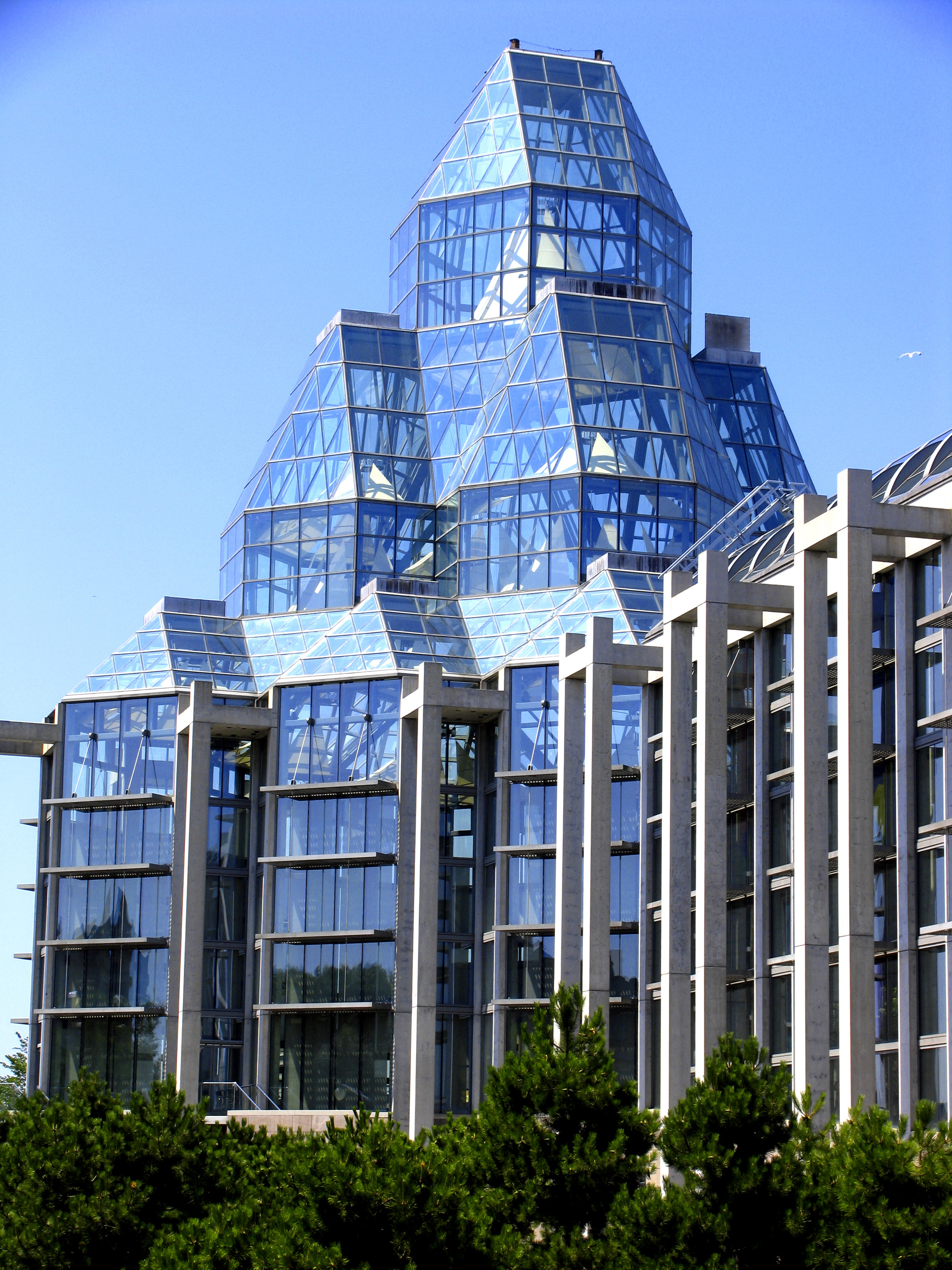
المعرض القومي لكندا، أوتاوا
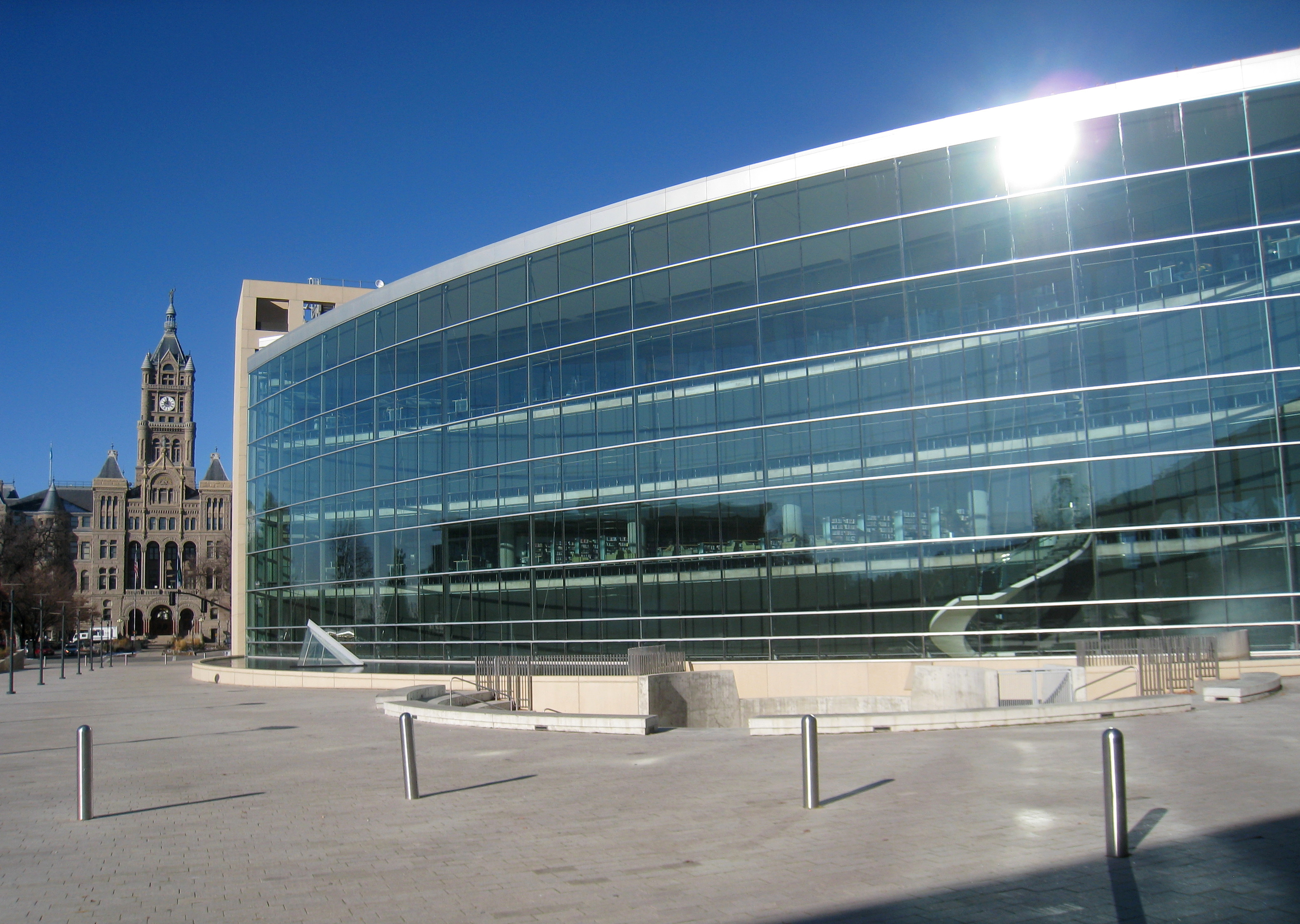
مدينة البحيرة المالحة، المكتبة العامة،يوتا
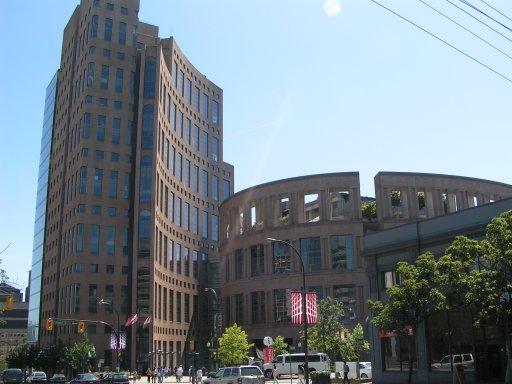
ساحة مكتبة فانكوفر، فانكوفر، كولومبيا البريطانية
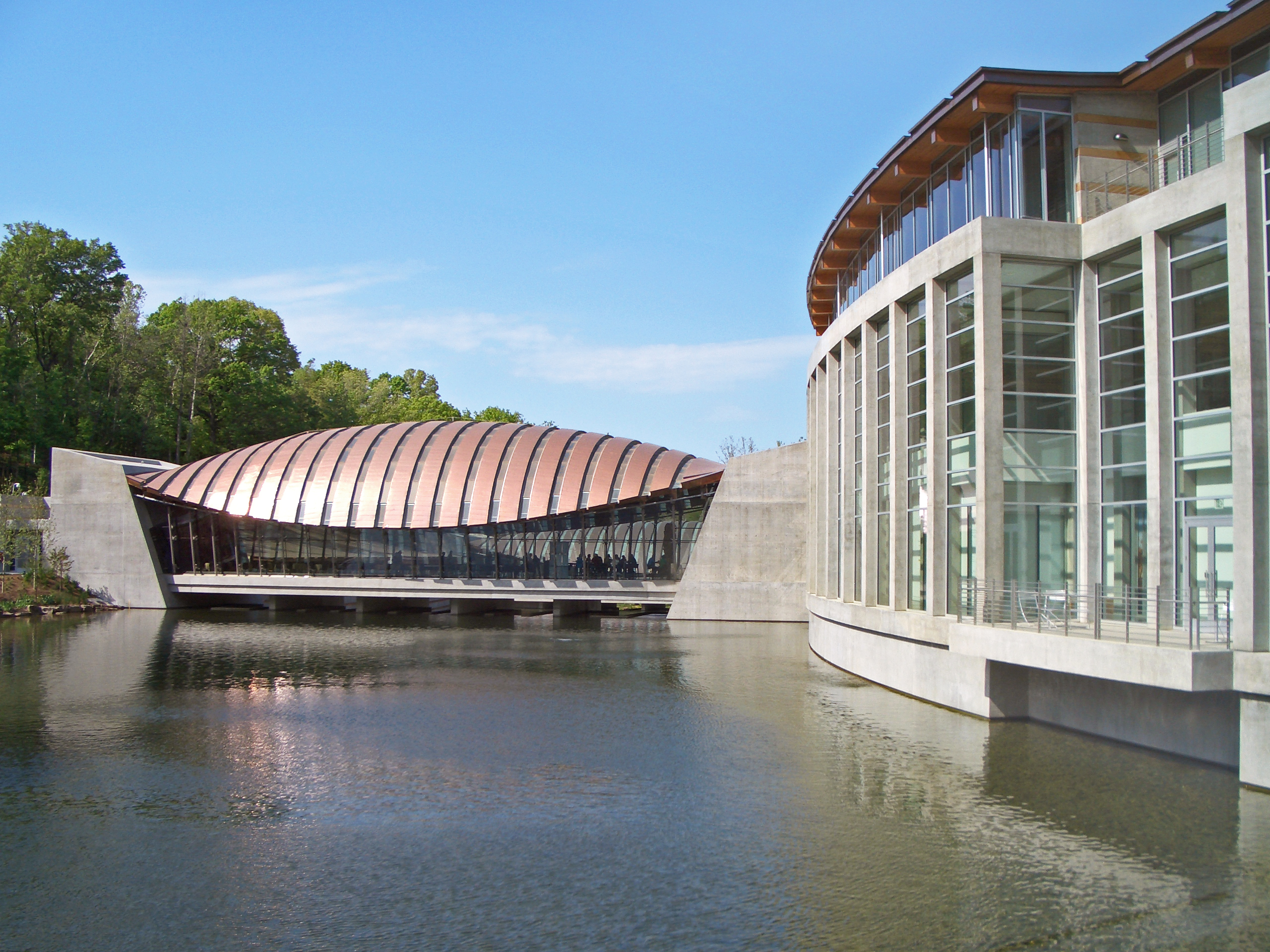
متحف الجسر الكريستالي للفنون الأمريكية، بنتنفيل ,أركنساس
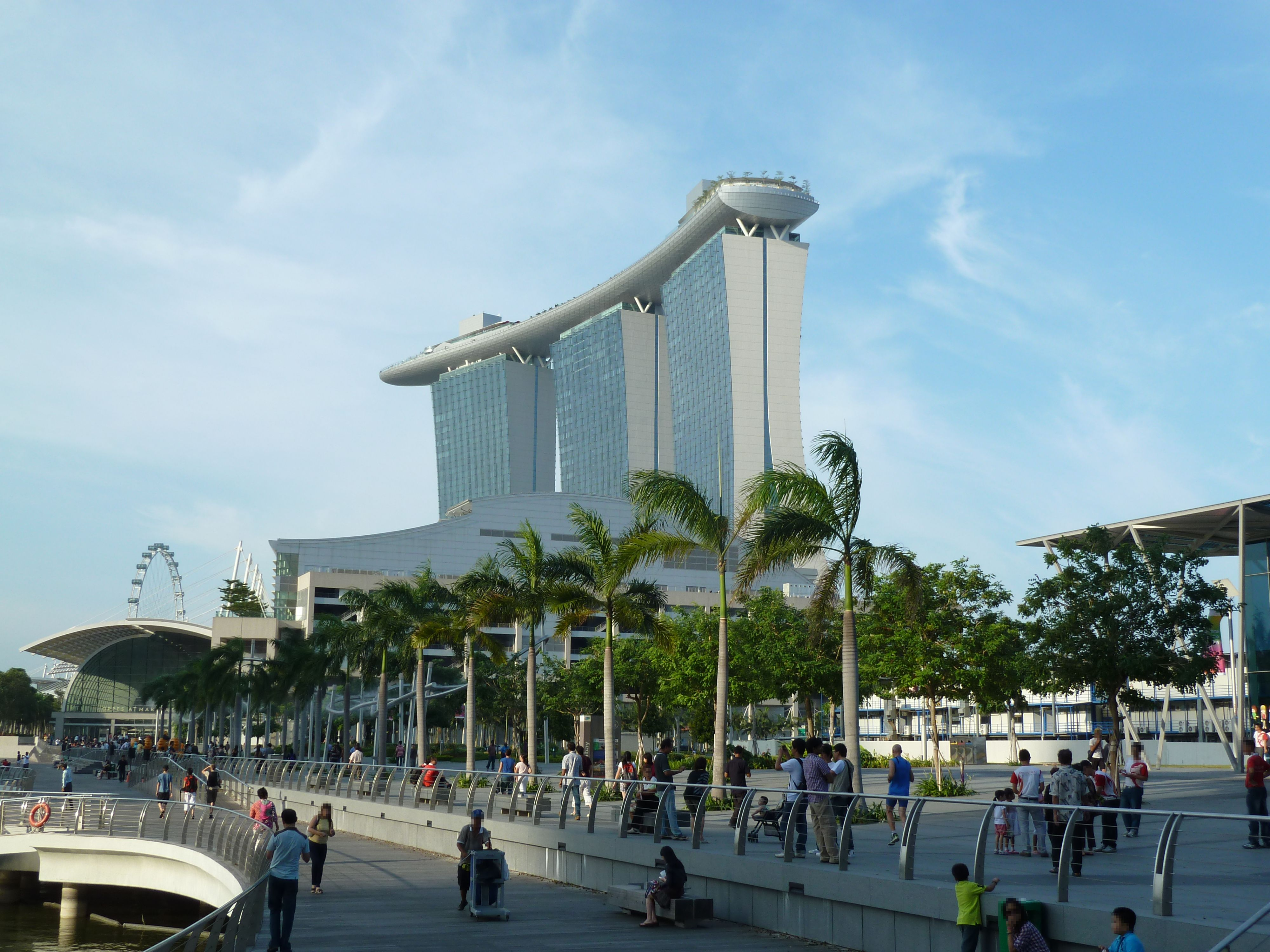
مارينا باي ساندز، سنغافورة
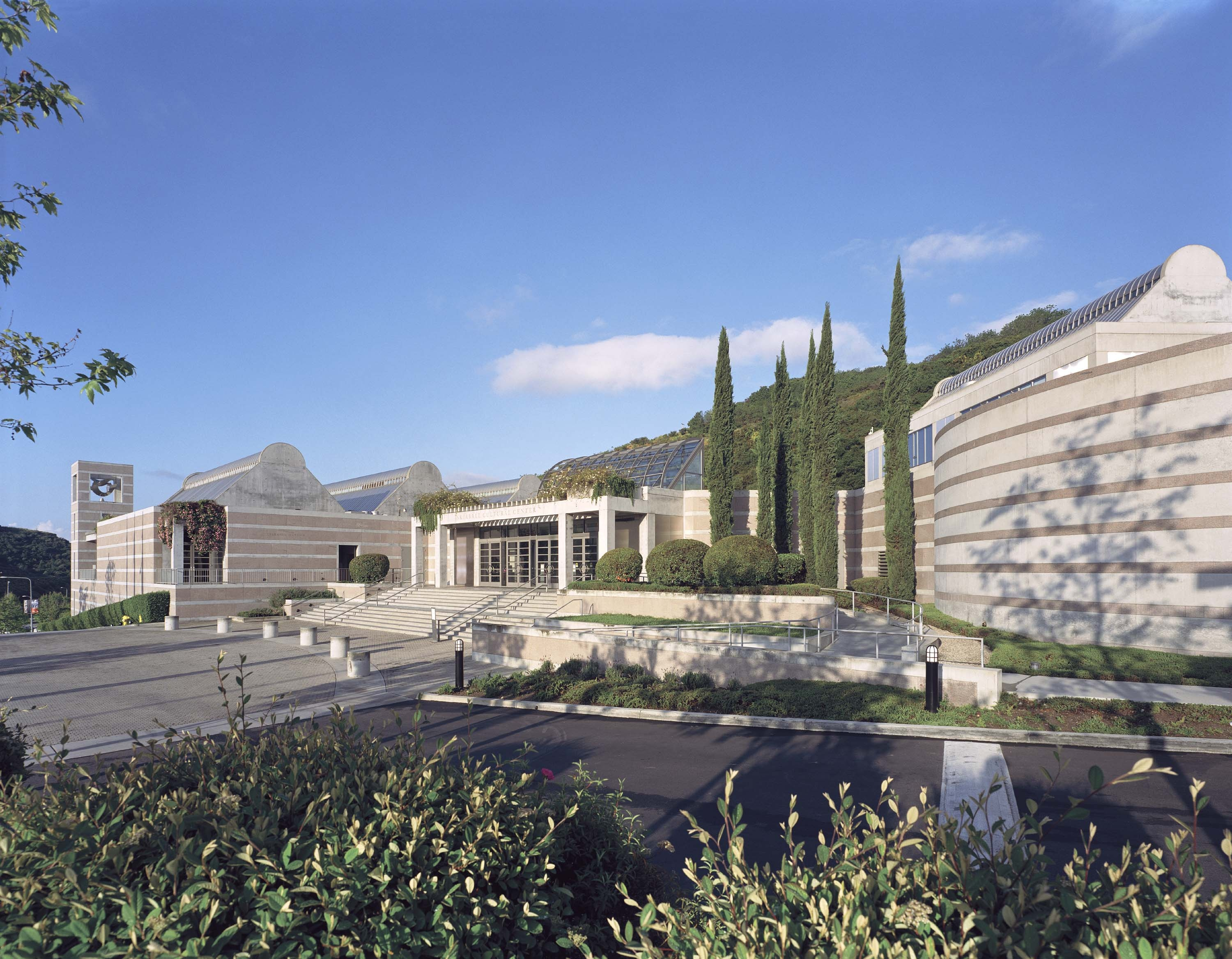
سكيربول المركز الثقافي، لوس أنجلوس، كاليفورنيا

## روابط خارجية
- موشيه صفدي على موقع الموسوعة البريطانية (الإنجليزية)